# 6기 한국통신프리텔배 배달왕기전
6기 한국통신프리텔배 배달왕기전은 한국경제신문, 한국통신프리텔(舊 한국통신, 현 kt)가 주최 및 후원하는 한국기원 소속 전문기사로 참가한 국내 기전이다. 도전 5번기 에서는 도전자 유창혁 九단이 전기 5기 배달왕 및 통산 4회 우승자 이창호 九단단을 3:2로 꺾고 우승을 차지하며 국내기전 무관 탈출을 성공했다. 

### 참가자격
- 한국기원 소속 전문기사

### 대국방법
- 제한시간 : 예선 및 본선 3시간 ,도전자결정전 4시간, 도전 5번기 5시간
- 덤 : 5집반(0.5집승)

## 대국 결과
| 대진                | 연도   | 대국일자  | 승자            | 패자            | 결과              | 기보 |
| ------------------- | ------ | --------- | --------------- | --------------- | ----------------- | ---- |
| 1차예선 결승        | 1998년 | 2월 27일  | 문용직 四단     | 최철한 初단     | 202수 백 불계승   |      |
| 1차예선 결승        | 1998년 | 2월 27일  | 안조영 四단     | 이성재 四단     | 186수 백 불계승   |      |
| 2차예선 1회전       | 1998년 | 3월 3일   | 서능욱 九단     | 안달훈 二단     | 244수 백 2집반승  |      |
| 2차예선 결승        | 1998년 | 3월 5일   | 백성호 九단     | 박진열 七단     | 206수 백 불계승   |      |
| 2차예선 결승        | 1998년 | 3월 6일   | 이상훈(大) 二단 | 노영하 八단     | 194수 백 불계승   |      |
| 2차예선 결승        | 1998년 | 3월 6일   | 양재호 九단     | (故)전영선 七단 | 224수 흑 14집반승 |      |
| 2차예선 결승        | 1998년 | 3월 6일   | 서무상 三단     | 김승준 六단     | 101수 흑 불계승   |      |
| 2차예선 결승        | 1998년 | 3월 6일   | 목진석 三단     | 이상철 七단     | 149수 흑 불계승   |      |
| 2차예선 결승        | 1998년 | 3월 6일   | 최규병 八단     | 안달훈 三단     | 159수 흑 불계승   |      |
| 2차예선 결승        | 1998년 | 3월 6일   | 이동규 七단     | 김동엽 七단     | 243수 흑 11집반승 |      |
| 2차예선 결승        | 1998년 | 3월 6일   | (故)정현산 六단 | 김원 六단       | 298수 백 반집승   |      |
| 2차예선 결승        | 1998년 | 3월 11일  | 김영환 四단     | 안영길 初단     | 99수 흑 불계승    |      |
| 2차예선 결승        | 1998년 | 3월 16일  | 안조영 四단     | 김명완 三단     | 210수 백 불계승   |      |
| 2차예선 결승        | 1998년 | 3월 17일  | 김동면 六단     | 장수영 九단     | 269수 백 2집반승  |      |
| 2차예선 결승        | 1998년 | 3월 19일  | 최명훈 六단     | 정수현 九단     | 223수 흑 불계승   |      |
| 본선 1회전 (16강전) | 1998년 | 4월 24일  | 김영환 四단     | 김동면 六단     | 209수 흑 불계승   |      |
| 본선 1회전 (16강전) | 1998년 | 5월 8일   | 최규병 八단     | (故)정현산 六단 | 157수 흑 불계승   |      |
| 본선 1회전 (16강전) | 1998년 | 5월 21일  | 백대현 三단     | 이동규 七단     | 238수 백 불계승   |      |
| 본선 1회전 (16강전) | 1998년 | 6월 12일  | 조한승 二단     | 안조영 四단     | 172수 백 불계승   |      |
| 본선 1회전 (16강전) | 1998년 | 6월 12일  | 서무상 三단     | 백성호 九단     | 128수 백 불계승   |      |
| 본선 1회전 (16강전) | 1998년 | 6월 25일  | 이상훈(大) 五단 | 조훈현 九단     | 278수 흑 5집반승  |      |
| 본선 1회전 (16강전) | 1998년 | 7월 10일  | 양재호 九단     | 목진석 三단     | 85수 흑 불계승    |      |
| 본선 1회전 (16강전) | 1998년 | 7월 20일  | 유창혁 九단     | 최명훈 六단     | 196수 백 불계승   |      |
| 준준결승전 (8강전)  | 1998년 | 7월 20일  | 김영환 四단     | 백대현 三단     | 264수 백 불계승   |      |
| 준준결승전 (8강전)  | 1998년 | 8월 10일  | 조한승 三단     | 최규병 八단     | 223수 흑 불계승   |      |
| 준준결승전 (8강전)  | 1998년 | 8월 21일  | 유창혁 九단     | 서무상 三단     | 163수 흑 불계승   |      |
| 준준결승전 (8강전)  | 1998년 | 8월 21일  | 이상훈(大) 五단 | 양재호 九단     | 261수 백 4집반승  |      |
| 준결승전 (4강전)    | 1998년 | 8월 25일  | 조한승 三단     | 김영환 四단     | 198수 백 불계승   |      |
| 준결승전 (4강전)    | 1998년 | 9월 14일  | 유창혁 九단     | 이상훈(大) 五단 | 183수 흑 불계승   |      |
| 도전자결정전 제1국  | 1998년 | 9월 30일  | 유창혁 九단     | 조한승 三단     | 232수 백 5집반승  |      |
| 도전자결정전 제2국  | 1998년 | 10월 15일 | 유창혁 九단     | 조한승 三단     | 191수 흑 7집반승  |      |
| 도전자결정전 제3국  | 1998년 | 10월 일   |                 |                 |                   |      |
| 도전 1국            | 1998년 | 11월 11일 | 유창혁 九단     | 이창호 九단     | 231수 흑 불계승   |      |
| 도전 2국            | 1998년 | 11월 23일 | 이창호 九단     | 유창혁 九단     | 147수 흑 불계승   |      |
| 도전 3국            | 1998년 | 12월 5일  | 유창혁 九단     | 이창호 九단     | 95수 흑 불계승    |      |
| 도전 4국            | 1998년 | 12월 11일 | 이창호 九단     | 유창혁 九단     | 191수 흑 불계승   |      |
| 도전 5국            | 1998년 | 12월 21일 | 유창혁 九단     | 이창호 九단     | 314수 흑 7집반승  |      |